# 해룡 나들목
해룡 나들목(Haeryong IC)은 전라남도 순천시 해룡면 성산리에 설치된 남해고속도로의 9번 교차로(나들목)이며, 국도 제17호선 (엑스포대로)와 월전 ~ 세풍간 도로가 만나는 지점이다. 남해고속도로 영암 ~ 순천 구간의 종점은 해룡 나들목에서 순천 방향으로 0.22 km 떨어진 지점에 위치해 있다. 이로 인하여 이 나들목 번호의 다음 나들목 번호인 서순천 나들목을 비롯한 호남고속도로와 연결되어 있는 남해고속도로 순천 ~ 부산 구간과의 직접 접속 및 연결이 되지 않으며, 대신 월전 ~ 세풍간 도로를 통해 남해고속도로 순천 ~ 부산 구간의 광양 나들목 및 순천완주고속도로의 동순천 나들목과 간접 연결된다. 영암 방향 진출과 순천 방향 진입만 가능하다.

## 연혁
- 2012년 4월 27일 : 남해고속도로 영암 ~ 순천 구간 개통에 따라 영업개시[2]

## 구조물 정보
- 위치 : 전라남도 순천시 해룡면 성산리

## 접속하는 도로
- 엑스포대로 (국도 제17호선, 국가지원지방도 제22호선)
- 충무공로 (국도 제17호선, 국가지원지방도 제22호선)